# Langstaartparadijswida
De langstaartparadijswida (Vidua interjecta) is een zangvogel uit de familie van de Viduidae die voorkomt in Afrika. Zoals alle wida's is het een broedparasiet.

## Naamgeving
De vogel werd in 1922 als ondersoort uit Kameroen van de smalstaartparadijswida beschreven door de Duitse vogelkundige Hermann Johannes Grote.

## Herkenning
Buiten de broedtijd is de vogel 13 tot 14 cm lang. In de broedtijd heeft het mannetje een uitzonderlijk lange staart waardoor de vogel tot wel 40 cm lang is. De vogel weegt 20 tot 21 g. Het mannetje is in de broedtijd zwart op de kop, keel, mantel, rug en staart. Verder heeft hij een brede roodbruine kraag. Dit roodbruin gaat op de borst geleidelijk over in het geelachtige van borst en buik. De middelste twee staartpennen zijn sterk verlengd en breed. Daardoor ziet de vogel er in vlucht uit als een vliegend uitroepteken. Het vrouwtje is onopvallend gekleurd en lijkt op een mus met een zwarte oogstreep, dito kruinstreep en witte wenkbrauwstreep en verder grijsbruin en is lastig te onderscheiden van de andere soorten uit dit geslacht.

## Verspreiding en leefgebied
Deze soort komt voor in West- en Midden- Afrika van Zuid-Senegal en Gambia tot in Mali en Zuid-Soedan en zuidelijk tot in  Nigeria, Kameroen, Centraal-Afrikaanse Republiek en noordoostelijk Zaïre. Het leefgebied bestaat uit savanne met hoog gras afgewisseld met bomen, struikgewas en kale grond of rotsen. De vogel is een broedparasiet die de eieren legt in de nesten van aurora- en roodmaskerastrild (Pytilia phoenicoptera en P. hypogrammica) die in hetzelfde leefgebied voorkomen.

## Status
De grootte van de wereldpopulatie is niet gekwantificeerd. Het is een plaatselijk algemene vogel in een geschikte habitat. Men veronderstelt dat de soort in aantal stabiel is. Om deze redenen staat de langstaartparadijswida als niet bedreigd op de Rode Lijst van de IUCN.